# بلاك أند وايت جروب
بلاك أند وايت (بالإنجليزية: Black and White ) هي شركة إنتاج مصرية، أسسها رجل الأعمال ياسر سليم، وقامت بانتاج العديد من الأعمال الفنية والمسلسلات لممثلين مشهورين وكذلك قامت بانتاج برامج تلفزيونية.

## أعمالها
| مسلسلات تلفزيونية      | أفلام سينمائية       | برامج تلفزيونية   | إنتاج موسيقي                |
| ---------------------- | -------------------- | ----------------- | --------------------------- |
| الكبير أوي ( 3 أجزاء ) | لا تراجع ولا استسلام | انا مصري          | ألبوم للفنان محمد عباس      |
| الكبريت الأحمر         | سيما علي بابا        | اوعي يجيلك ادوارد | البوم للفنانه مي حافظ       |
| بلبل وحرمة             |                      |                   | البوم للفنان هاني الأسمر    |
| 7 أرواح                |                      |                   | البوم للفنانة دينا عادل     |
| أزمة نسب               |                      |                   | البوم للفنان أيمن الجندي    |
| سرايا حمدين            |                      |                   | البوم فريق عنبر 13          |
| إعصار سونالي           |                      |                   | البوم للفنانة السورية رالدا |
| الطبال                 |                      |                   | البوم للفنانة أمير أحمد     |
|                        |                      |                   | البوم للفنانة حبيبة سليم    |
|                        |                      |                   | البوم للفنان عبدة سليم      |
|                        |                      |                   | البوم للفنانة نور سليم      |